# Cynanchum boudieri
Cynanchum boudieri är en oleanderväxtart. Cynanchum boudieri ingår i släktet Cynanchum och familjen oleanderväxter.

## Underarter
Arten delas in i följande underarter:
- C. b. boudieri
- C. b. caudatum